# لوسنت
لوسنت تكنولوجيز (بالإنجليزية: Lucent Technologies)‏، كانت شركة أمريكية متعددة الجنسيات لمعدات الاتصالات السلكية واللاسلكية ومقرها في موراي هيل، نيو جيرسي، في الولايات المتحدة. أنشئت في 30 سبتمبر 1996، بعد فصل وحدة تقنيات الأعمال إيه تي آند تي تكنولوجيز عن شركة إيه تي أند تي (AT&T)، والتي شملت كذلك كل من شركة ويسترن إلكتريك ومختبرات بيل.
في 1 ديسمبر 2006، تم دمج لوسنت مع شركة ألكاتيل الفرنسية في اندماج متكافئ بين الطرفين وتشكيل الكاتيل-لوسنت.